# 日本の博士50人クイズ
『日本の博士50人クイズ』（にほんのはかせごじゅうにんクイズ）は、1979年から1982年にかけ
日本テレビ系列の『土曜特番枠』枠で放送されたクイズ番組。

## 概要
全国の大学教授や研究員、医師らの中から、法学、医学、医学、文学、農学、理学、商学など、自然科学と人文科学を合わせたあらゆる分野において博士号を持つ、日本の頭脳を代表する博士が集結し、クイズ博士日本一を競う番組。
まず100人の博士が、芸能や風俗問題などの共通一次試験で50人に絞られる。

前半は芸能、文化、スポーツなどの世俗的な分野の珍問奇問を○×式で、中盤は三択、後半は早押し方式によるクイズ。

敗者復活戦もあった。実験クイズ、タレントらが出題するうそつきクイズ、専門クイズによって上位2人が勝ち抜け、決勝クイズで日本一が決まった。
様々な職業・立場の一般人や、タレントがクイズを出題し、日頃の研究対象である専門分野とは違った俗世間の話題をテーマにしたクイズに翻弄される博士らが、やがては専門的なクイズに突入して本領を発揮してゆく。

実験クイズでは、タレントが身体を張って実験VTRを収録したり、博士の自宅から、家族の応援を放送するなどのドキュメンタリー要素も取り入れられていた。

## 放送日

### 第1回
クイズの博士号は誰に!日本の博士50人クイズ
- 1979年8月4日 19:30 - 20:54
- 土曜スペシャル
- 出題者・榊原郁恵　石川さゆり　所ジョージ　ほか

### 第2回
日本の頭脳大集合!第2回日本の博士50人クイズ
- 1980年3月23日 19:30 - 20:54
- 土曜スペシャル
- 出題者・タモリ　アグネス・チャン　木ノ葉のこ　ほか

### 第3回
日本の頭脳大集合!第3回日本の博士50人クイズ
- 1980年9月20日 19:30 - 20:54
- 土曜スペシャル
- 出題者・タモリ　沢田亜矢子　和田アキ子　ほか

### 第4回
白熱!!第4回日本の博士50人クイズ
- 1982年1月16日 19:30 - 20:54
- 土曜トップスペシャルの第1回[1]
- 解答者:金田一春彦（文学博士、前回準優勝）　稲葉益巳（ハゲ研究）　清家清（建築界）、大林辰蔵（スペースシャトルの権威）など、11分野の学者、専門家50人。

### 第5回
決定!!第5回日本の博士50人クイズ・ニッポンの頭脳大集合!!
- 1982年10月23日 19:30 - 20:54
- 土曜トップスペシャル

### 司会
- 司会・愛川欽也、うつみ宮土理

## 制作
制作協力 - IVSテレビ制作